# Sitio de Pleven
El sitio de Pleven o de Plevna, durante la Guerra Ruso-Turca (1877-1878), fue un enfrentamiento importante entre el ejército combinado del Imperio Ruso y los Principados Rumanos, y el del Imperio otomano. Los turcos aguantaron el avance principal ruso hacia el sur de Bulgaria, haciendo que otras potencias de la época apoyaran activamente la causa otomana. Finalmente, la superioridad numérica ruso-rumana forzó a la guarnición a capitular.

## Antecedentes
En julio de 1877, el ejército ruso, bajo el mando del gran duque Nicolás Nikoláyevich Románov el Viejo, avanzó hacia el río Danubio sin prácticamente hallar oposición, ya que los turcos no disponían de tropas considerables en la región. El alto mando turco del sultán Abdul Hamid II envió un ejército para reforzar la ciudad de Nikópol bajo el mando de Osmán Pashá, que en ese momento se encontraba en la ciudad de Vidin y cuyas tropas, sin apenas reservistas, contaban con la experiencia en combate de la revuelta serbia de 1875. Antes de que este llegara a Nikópol, la vanguardia rusa tomó la ciudad con facilidad en la batalla de Nikópol (16 de julio de 1877), por lo que Osmán se detuvo en Pleven, una ciudad entre viñedos en un profundo valle rocoso a unos 32 km al sur de Nikópol. Fortificó fuertemente la ciudad, levantando terraplenes con reductos, cavando trincheras y creando emplazamientos para los cañones. Desde Pleven, el ejército de Osmán dominaba las principales rutas estratégicas que conducían al corazón de Bulgaria. Sólo unas horas más tarde de que Osmán mandara construir las fortificaciones comenzaron a llegar las tropas rusas.

## El asedio

### Primera batalla
El general Schilder-Schuldner, al mando de la 5ª División rusa del IX Cuerpo de Ejército, recibió la orden de ocupar Pleven. El general llegó a las afueras de la ciudad el 19 de julio y comenzó a bombardear las defensas turcas sin lanzarse al ataque. Al día siguiente atacó consiguiendo que los turcos abandonaran algunas de las defensas exteriores. Osmán mandó refuerzos, iniciando una serie de contrataques que hicieron retirarse a las tropas rusas de las trincheras ocupadas, infligiendo a los rusos 1000 bajas, mientras que los turcos tuvieron 4000.

### Segunda batalla

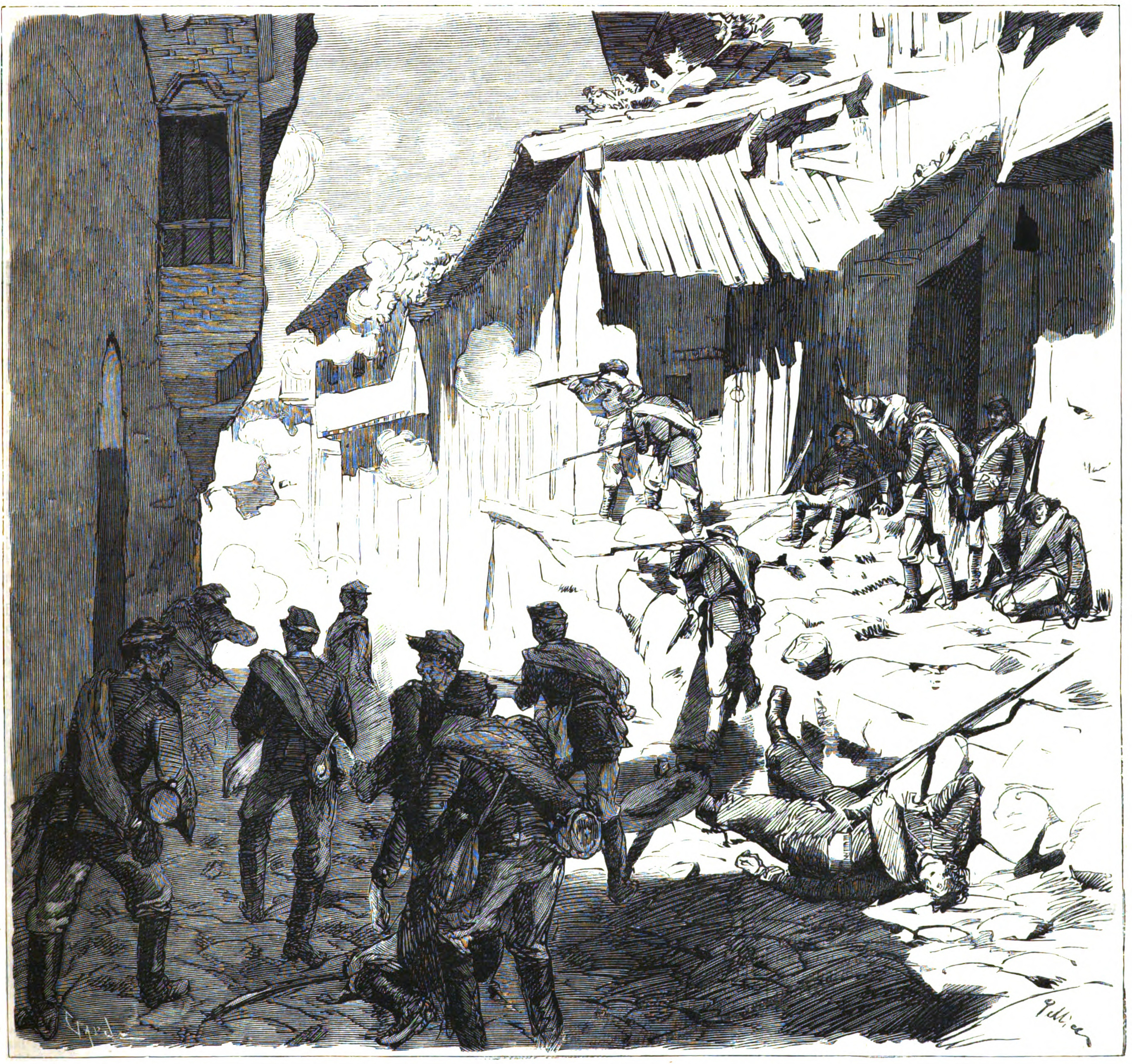
Combate en las calles de la ciudad el 31 de julio

Osmán Pashá mandó reforzar sus defensas y construir nuevos terraplenes, mientras que los rusos obtuvieron refuerzos del ejército del príncipe Carol de Rumanía (más tarde Carlos I de Rumanía), a condición de que se le otorgara el mando de la fuerza combinada en el asedio. El general Nikolái Kridener llegó con el IX Cuerpo de Ejército al completo y Osmán recibió un refuerzo de 20 000 soldados. El 31 de julio, el mando ruso ordenó a Kridener iniciar el asalto a la ciudad, y este se llevó a cabo desde tres lados. Por un lado Kridener tenía una división de caballería al mando del general Alekséi Shajovskói y una división de infantería comandada por el general Mijaíl Skóbelev. Shajovskói atacó los reductos al este de la ciudad y Skóbelev atacó el reducto de Grivitsa al norte. Shajovskói consiguió capturar dos de los reductos, pero para cuando llegó el final de la jornada, los turcos habían conseguido rechazar todos los ataques y recuperar el terreno perdido. Las bajas rusas alcanzaron los 10 000 efectivos y las turcas 2000.

### Tercera batalla

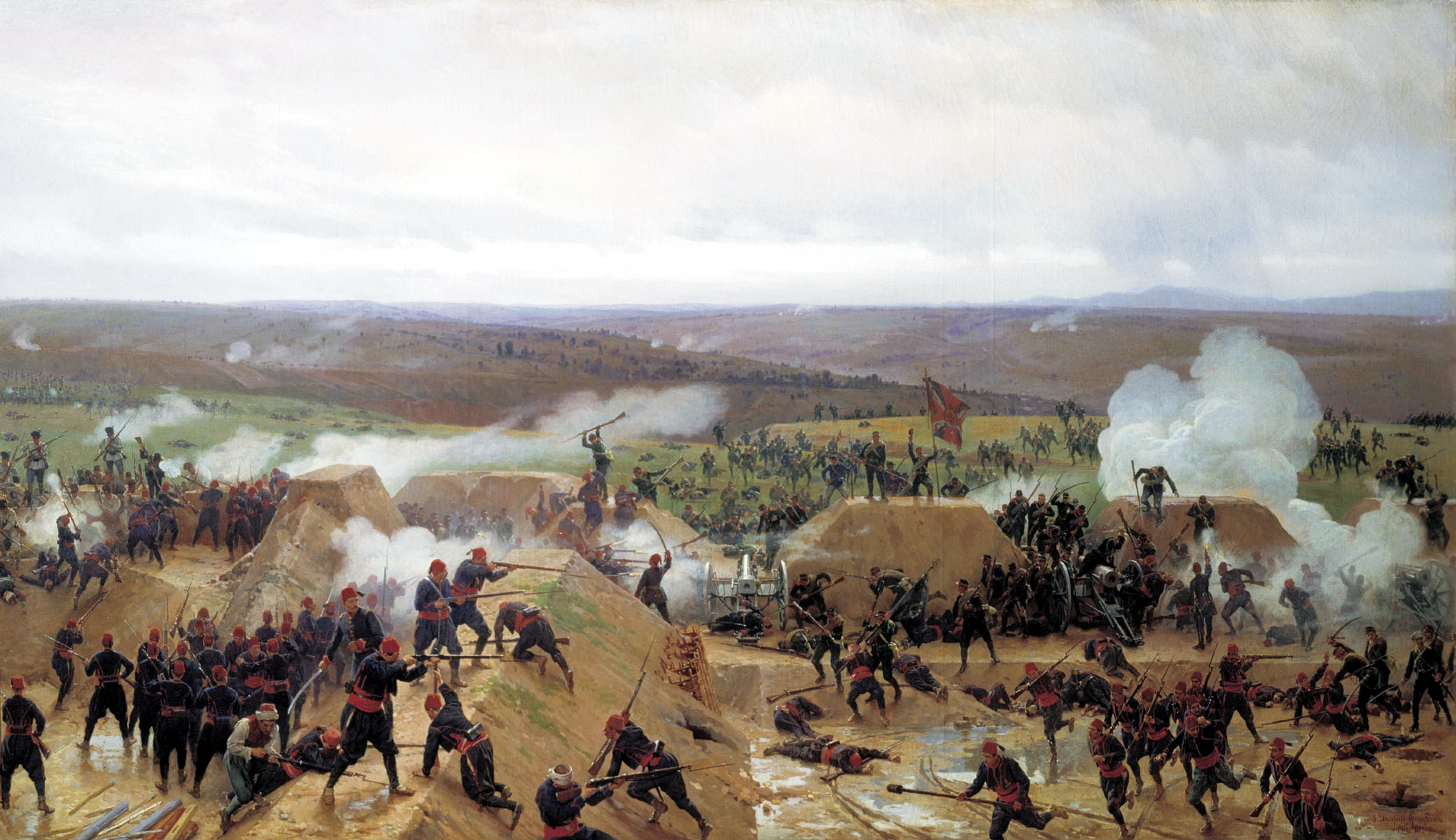
Toma de Grivitsa, obra de Nikolái Dmítriev-Orenburgski (N.D.O.).

Tras rechazar los ataques rusos, Osmán no tomó ventaja de la situación, por lo que no pudo hacer retirarse a los sitiadores. Se produjo una salida de los sitiados el 31 de agosto que acabó con 1300 rusos y 1000 turcos caídos en el campo de batalla. Los rusos continuaron enviando refuerzos a Pleven, alcanzando su ejército la cifra de 100 000 soldados, liderados personalmente por el gran duque. El 3 de septiembre, Skóbelev rindió la guarnición turca de Lovech, con lo que cortaba las líneas de suministro turcas (véase el artículo Batalla de Lovcha). Los turcos organizaron a los supervivientes de Lovech en tres batallones que se sumarían a los defensores de Pleven y a trece batallones adicionales que llegaron a la ciudad, elevando el número total de defensores (el mayor del asedio en el bando turco) a 30 000. 

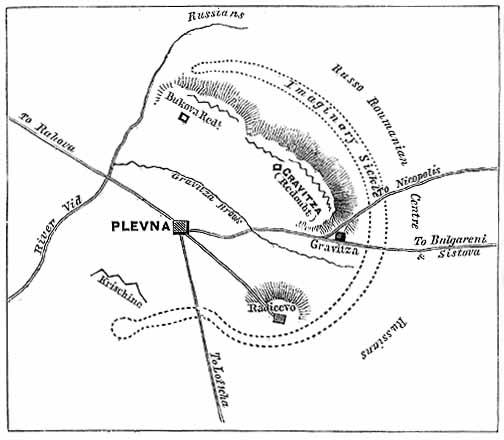
Mapa.

El 11 de septiembre, los rusos realizaron una asalto a gran escala contra la ciudad. Los turcos estaban atrincherados y contaban con cañones de acero de retrocarga construidos por Krupp, y fusiles repetidores Winchester 1866 y Peabody-Martini. Los turcos resistieron durante tres horas el avance ruso. Alejandro II de Rusia, el zar, y su hermano el gran duque contemplaban el asedio desde un pabellón construido en una colina fuera de la línea de fuego. Skóbelev tomó dos reductos en el sur y una división rumana capturó Grivitsa. Al día siguiente los turcos recuperaron los reductos del sur, pero fueron incapaces de echar a los rumanos de Grivitsa. Desde principios de septiembre las filas rusas contaban ya 20 000 bajas, mientras que los otomanos perdieron entre 5000 y 6000 hombres. Las bajas rusas y rumanas alcanzaron las 50 000 desde el comienzo de la guerra.

### Cuarta batalla

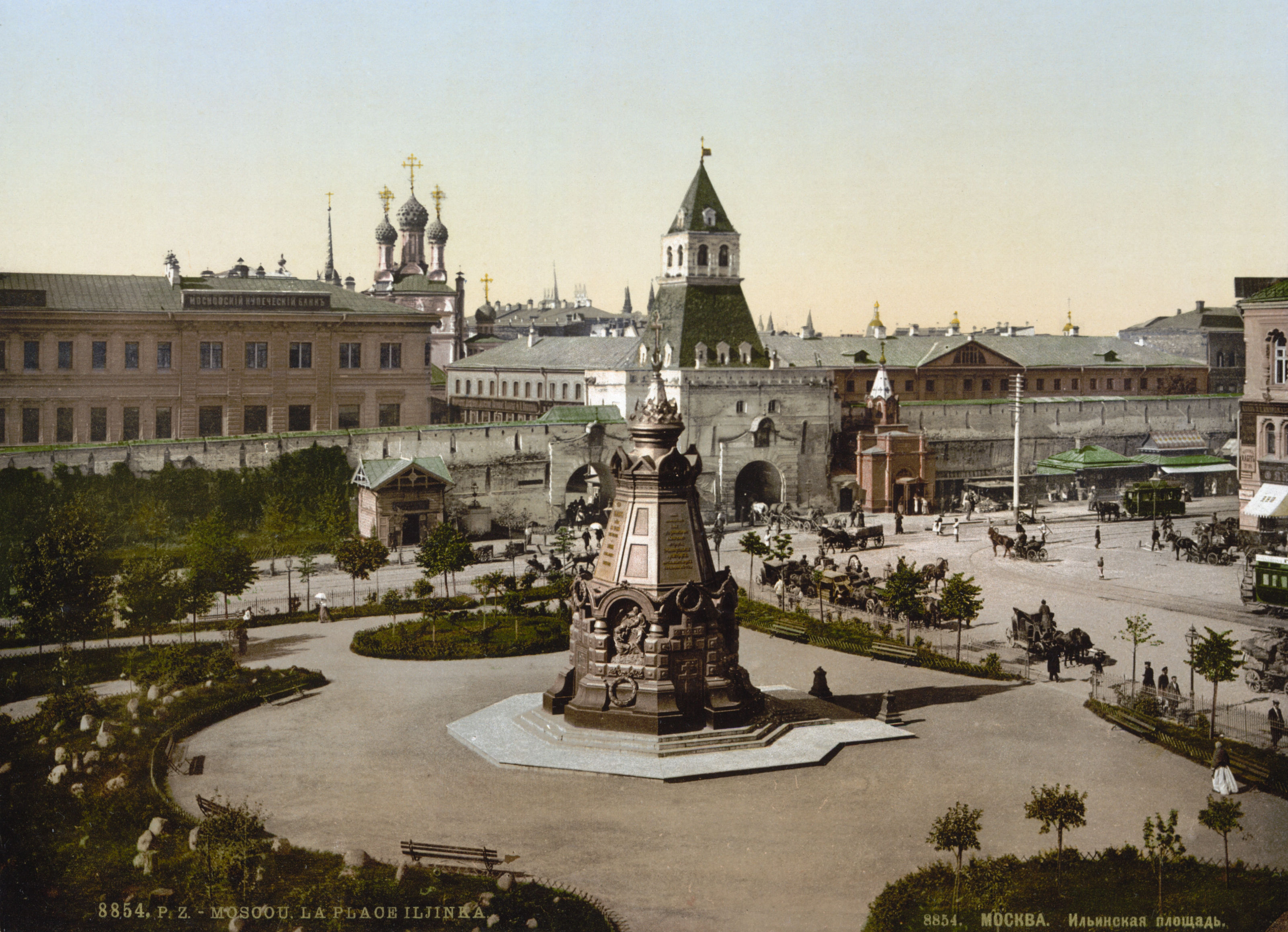
Capilla de Plevna en la Plaza de San Elías de Moscú, abierta en 1887 en homenaje a los soldados rusos que murieron en la batalla de Pleven.

Las crecientes bajas rusas acabaron con las intenciones de este ejército de un asalto frontal. El general Eduard Totleben llegó para supervisar las operaciones de asedio como Jefe de Estado Mayor del ejército. Todleben era un comandante experto en los asedios: previamente había ganado renombre en la defensa de Sebastopol (1854-1855) en la Guerra de Crimea. Decidió rodear completamente la ciudad y sus defensores, hecho que consiguió el 24 de octubre. Osmán pidió permiso para abandonar Pleven y retirarse, pero el alto mando otomano no se lo permitió. Los suministros comenzaron a escasear en la ciudad, por lo que Osmán realizó un intento de romper el círculo ruso en dirección a Opanets. El 9 de diciembre, los turcos, en la noche, realizaron una salida, extendiendo puentes sobre el río Vit y cruzándolo para atacar en un frente de unos 3.5 km hasta atravesar la primera línea de trincheras rusa, pasándose a la lucha cuerpo a cuerpo.

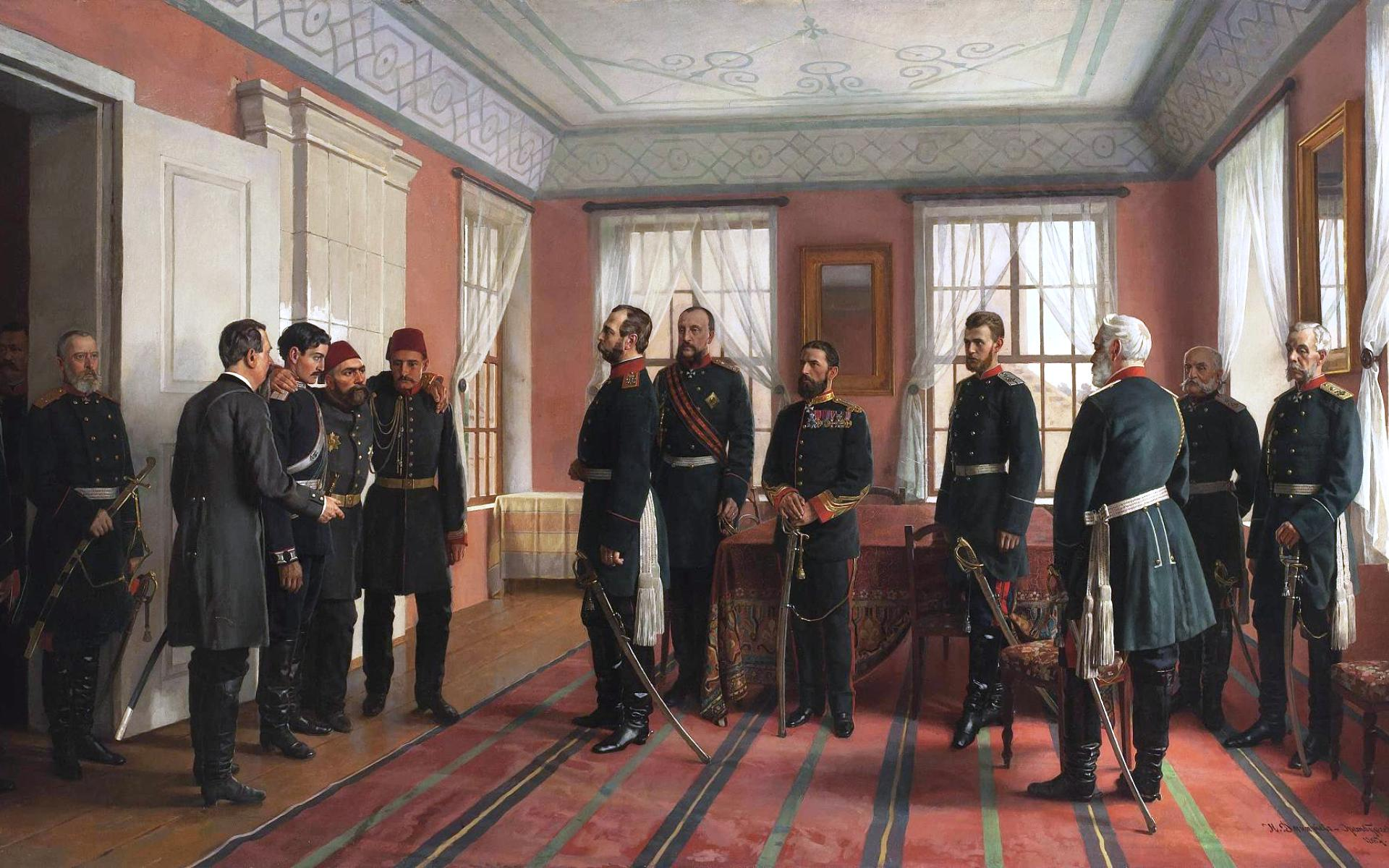
El cautivo Osmán Pashá es presentado al zar Alejandro II tras la batalla de Pleven. N.D.O., 1898

La superioridad numérica rusa hizo que los turcos se retiraran con Osmán herido por una bala perdida en una pierna, que mató a su caballo. Se extendieron rumores que afirmaban su muerte, por lo que se generó el pánico. Los turcos se vieron empujados hasta el interior de la misma ciudad, perdiendo a 4000 hombres por los 2000 que perdió la coalición. Al día siguiente, Osmán rindió la ciudad, la guarnición y su espada al coronel rumano Mihail Cerchez. Fue tratado honorablemente, pero una gran parte de sus tropas morirían en las nieves. Los soldados heridos más seriamente fueron abandonados en sus hospitales de campaña y fueron asesinados por los búlgaros en represalia por las masacres de población búlgara ese mismo año en las poblaciones de Panaguiúrishte, Perushtitsa, Bratsigovo y Batak.

## Resultado

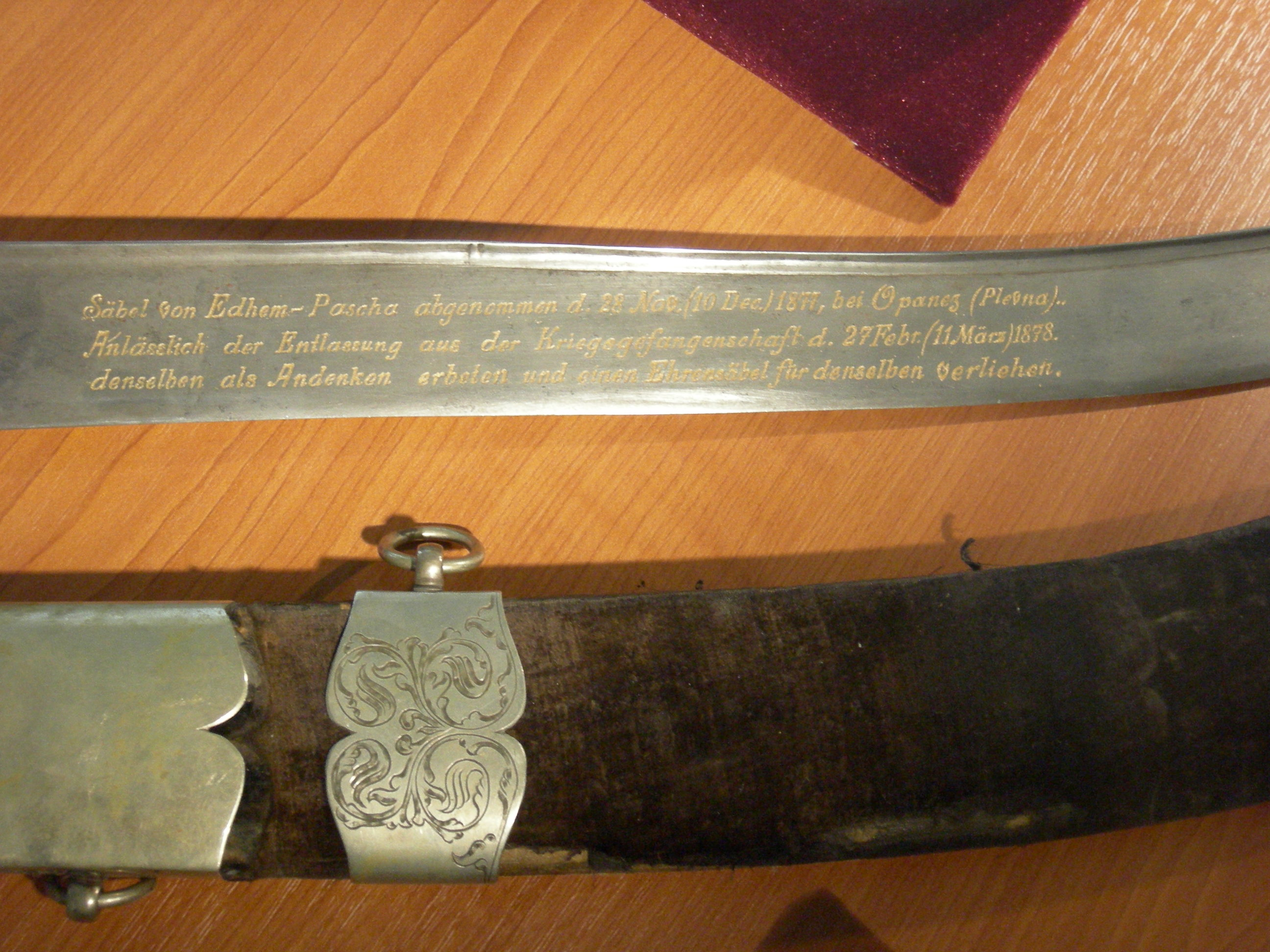
Espada rendida por Edhem Pashá después de la derrota en Pleven.

El asedio detuvo el avance principal ruso en Bulgaria y fue objeto de la admiración del mundo, pavimentando el camino para decantar las simpatías hacia los turcos en el Congreso de Berlín de 1878, que enmendaría las imposiciones rusas del Tratado de San Stefano. La caída de Pleven liberó tropas que fueron enviadas a reforzar las de Iósif Romeiko Gurkó, que derrotaría definitivamente a los turcos en la batalla del Paso de Shipka. La Sublime Puerta se vería obligada a construir defensas en Adrianópolis y Constantinopla.

## Legado

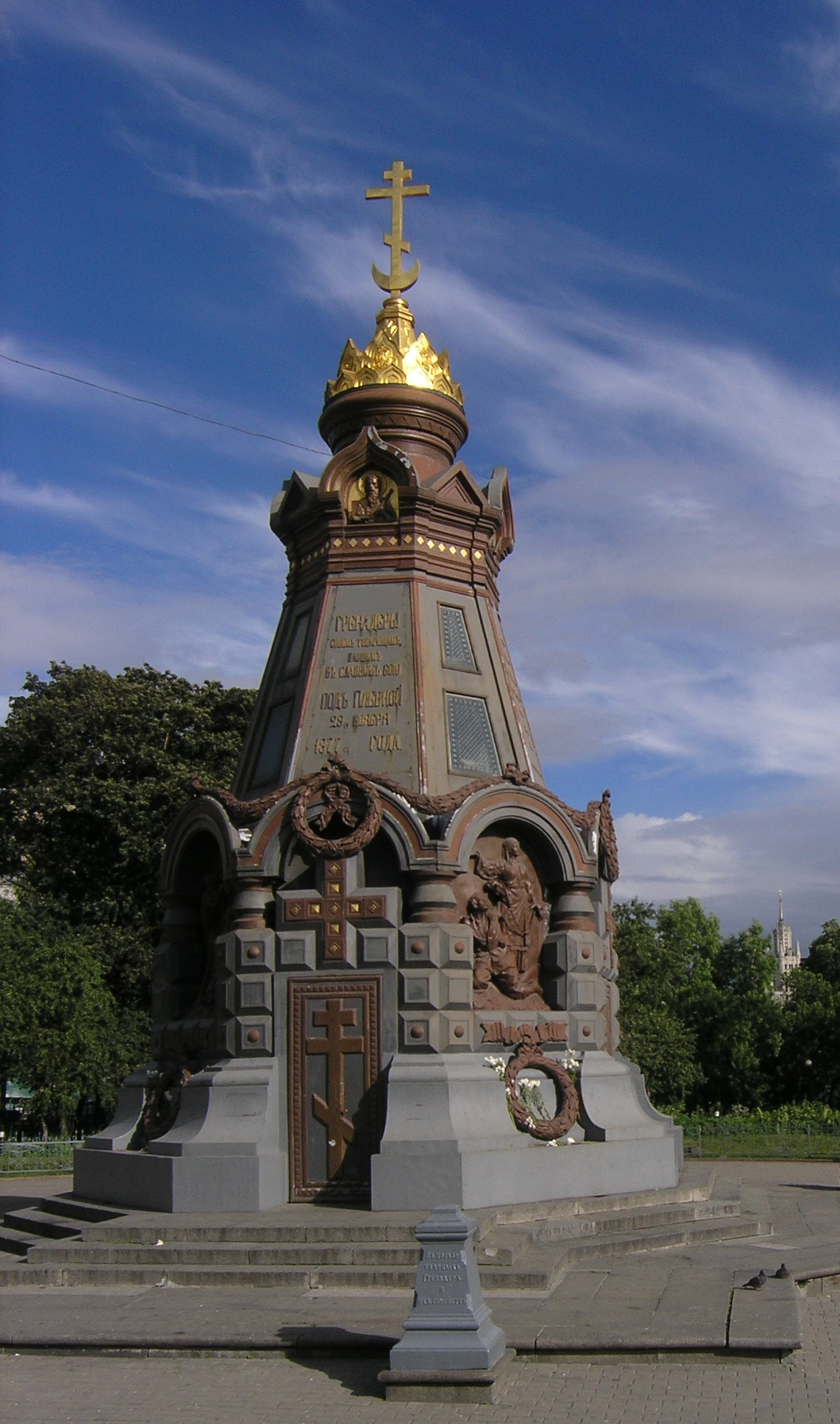
Capilla de Plevna, Moscú.

- Una nueva gran fábrica construida en 1877, en el molino de algodón de Finlayson & Co en Tampere, Gran Ducado de Finlandia fue llamada Plevna en conmemoración a la batalla y la Guardia de Finlandia que participó en ella.[5]
- La ciudad de Plevna, Montana en los Estados Unidos fue llamada así por los inmigrantes búlgaros que construían el ferrocarril en honor a la batalla.
- En otros países, hay cinco localidades que deben su nombre a un homenaje a Plevna, existiendo en Gran Bretaña solamente dieciocho calles llamadas así.[6]